# Відносини Нідерландів і Тайваню

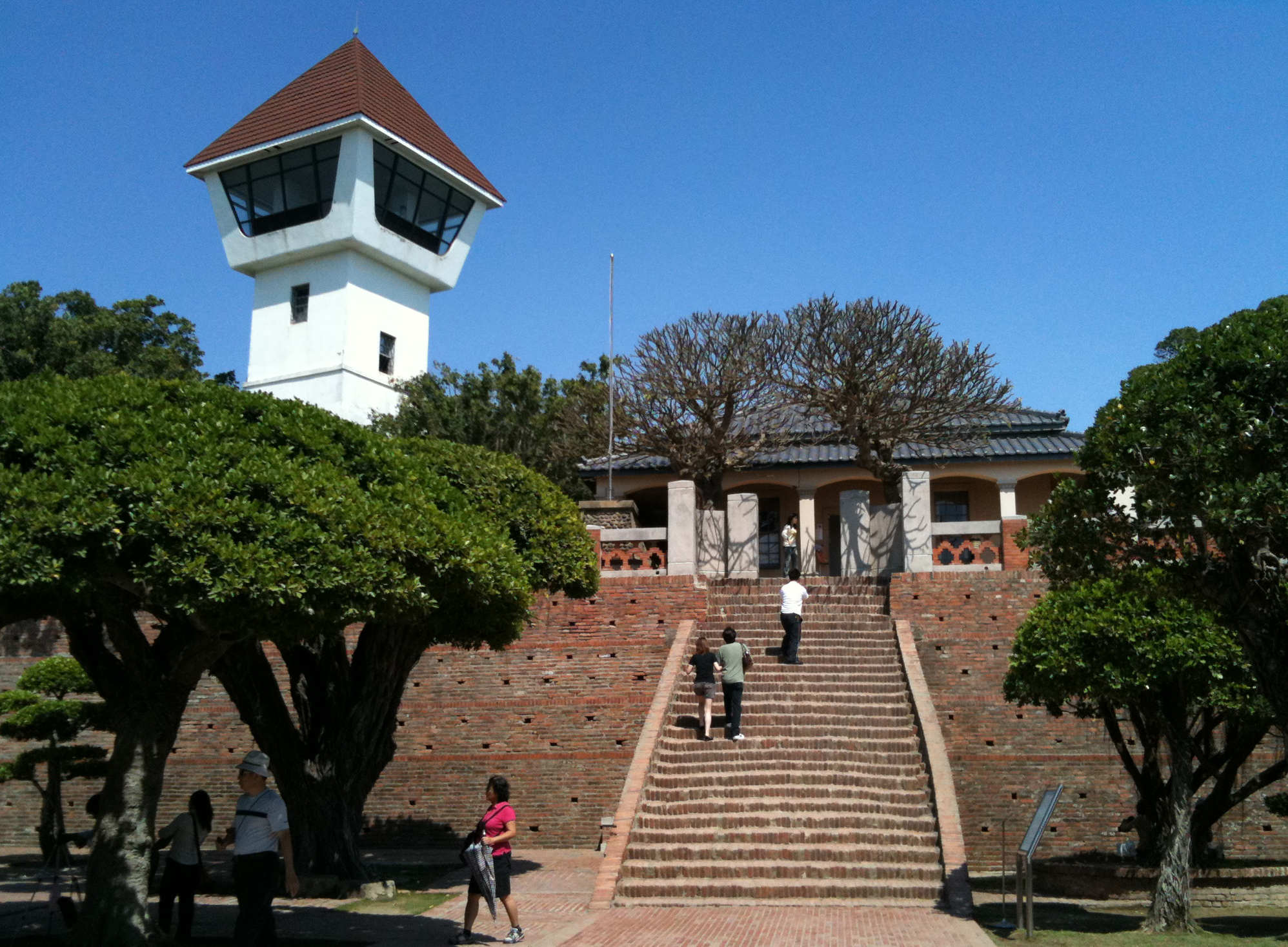
Форт Зеландія, який був побудований голландською Ост-Індською компанією у XVII столітті.

Відносини Нідерландів і Тайваню сягають 1600-х років, коли голландська Ост-Індська компанія заснувала колонію на Тайвані .
Інтереси Тайваню в Нідерландах представляє Тайбейське представництво в Нідерландах, тоді як голландські інтереси в Тайвані представляє Нідерландське представництво в Тайбеї .

## Історія
З 1624 по 1662 рік і з 1664 по 1668 рік Голландська Ост-Індська компанія керувала колонією на Тайвані. Це була одна з їхніх найприбутковіших колоній: 26 % прибутку компанії надходили від діяльності на Тайвані в 1664 році. Голландська Ост-Індська компанія була витіснена зі своїх володінь Коксінґа та корінними групами.
У 1980-х роках Тайвань замовив на голландській верфі два підводні човни, які були доставлені, попри величезний тиск Китаю. Китай звинуватив Нідерланди у змові з американським президентом Рональдом Рейганом і погіршив відносини з Нідерландами як покарання i погрожував зробити те саме США.
Щоб покарати Нідерланди за доставку підводних човнів, Китай порушив дипломатичні відносини. У 1984 році Нідерланди погодилися не експортувати додаткові товари військового призначення, щоб відновити відносини.
У 2001 році Нідерланди і Тайвань підписали угоду про уникнення подвійного оподаткування .
У 2020 році Нідерланди змінили назву свого представництва на Тайвані з «Netherlands Trade and Investment» на «Netherlands Office Taipei». Ця зміна мала відобразити фактичні масштаби відносин Нідерландів і Тайваню за межами просто торгівлі та інвестицій. Китай негативно відреагував на зміни, коли уряд погрожував припинити продажі медичних товарів y Нідерланди під час пандемії COVID-19 .
У 2020 році Палата представників Нідерландів ухвалила пропозицію про підтримку участі Тайваню y міжнародних організаціях.

### Іноземні інвестиції

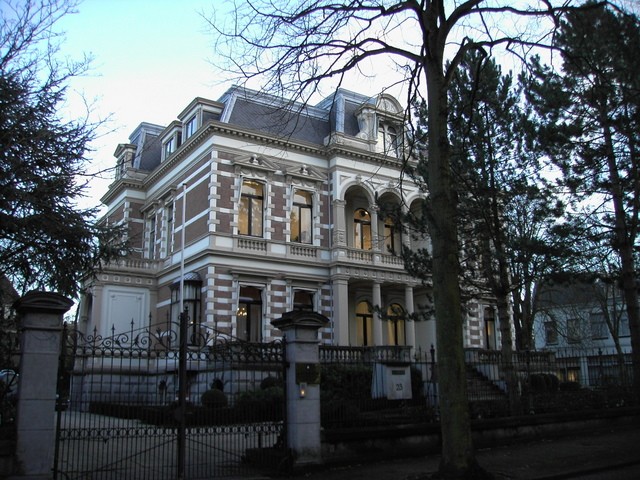
Тайбейське представництво в Гаазі

Голландці вважаються першими іноземними інвесторами Тайваню завдяки своїм інвестиціям у колоніальний період. У сучасну епоху Нідерланди є найбільшим джерелом прямих іноземних інвестицій (ПІІ) Тайваню. Голландська компанія електроніки ASML має значні інвестиції в Тайвані, і їх довгострокове партнерство з TSMC дозволило їм обом перейти на чолі своєї галузі. Голландський електронний гігант Philips був найбільшим початковим інвестором TSMC. Потоки ПІІ з Тайваню в Нідерланди також значні.